# Argyrops
Argyrops is een geslacht van vissen uit de vissenfamilie zeebrasems (Sparidae), uit de orde baarsachtigen (Perciformes).

## Soorten
Volgens ITIS bestaat het geslacht uit de volgende soorten:
- Argyrops bleekeri Oshima, 1927
- Argyrops filamentosus (Valenciennes in Cuvier and Valenciennes, 1830)
- Argyrops megalommatus (Klunzinger, 1870)
- Argyrops spinifer (Forsskål, 1775)